# König-Johann-Denkmal

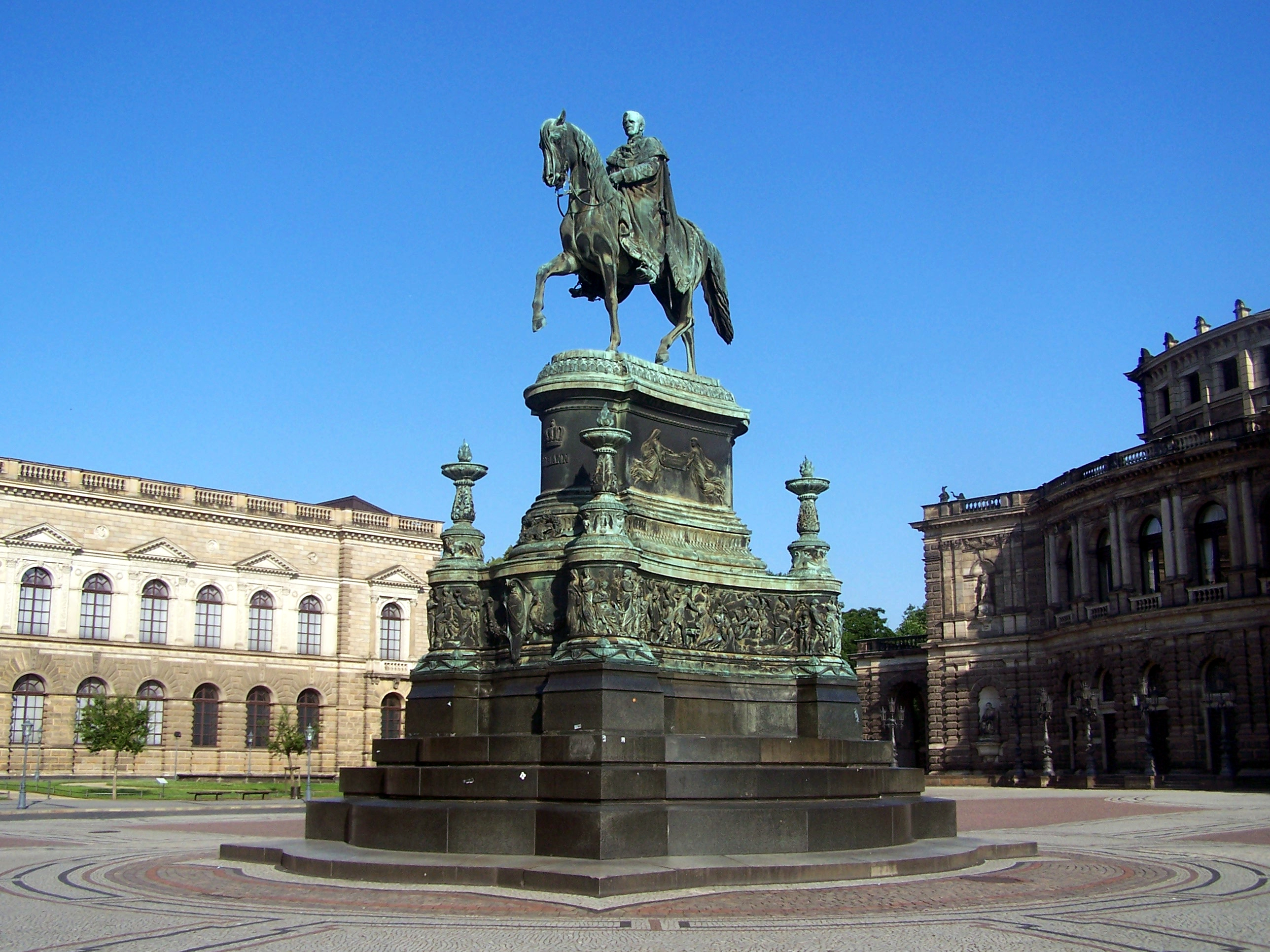
Das König-Johann-Denkmal prägt den Theaterplatz.

Das König-Johann-Denkmal ist ein bronzenes, sechs Meter (mit seinem reichgestalteten Sockel 13,50 Meter) hohes Reiterstandbild des sächsischen Königs Johann auf dem Dresdner Theaterplatz, das ab 1882 von Johannes Schilling geschaffen und 1889 enthüllt wurde. In barocker Tradition steht es als Point de vue im Schnittpunkt der Mittelachsen von Semperoper und Sempergalerie.

## Geschichte
Theaterplatzgestaltung
Ab 1840 wurde der Theaterplatz gestaltet, nachdem ein erster Teil des dort befindlichen, so bezeichneten „Italienischen Dörfchens“ (eine Arbeitersiedlung aus mehreren Hütten und ein- bis eineinhalbgeschossigen Häuschen, die beim Bau der Katholischen Hofkirche entstand) bereits ab 1838 für den Bau des Königlichen Hoftheaters Dresden („1. Semperoper“) abgerissen worden war. 1846 wurde die Entscheidung getroffen, den Forumplan von Gottfried Semper nicht weiter zu verfolgen, sondern die bis dahin offene Nordseite des Zwingers durch die (später so genannte) Sempergalerie zu schließen.
Eine Idee war dabei, das von Ernst Rietschel für König Friedrich August I. 1843 geschaffene Denkmal zum Mittelpunkt des neu entstandenen Platzes, der bis 1854 von – bis auf wenige Reste an der Nordseite – beräumten Italienischen Dörfchens zu machen, was allerdings auf Widerstände stieß: Das Denkmal verblieb an seinem Platz im Mittelpunkt des Dresdner Zwingers.
Nach der Neuerrichtung der Semperoper („2. Semperoper“) bis 1878 gewann die Gestaltung des Platzes neue Impulse (die einheitliche Pflasterung stammt aus dieser Zeit), bei der nunmehr die Errichtung eines Denkmals in den Mittelpunkt rückte.
Denkmal für König Johann

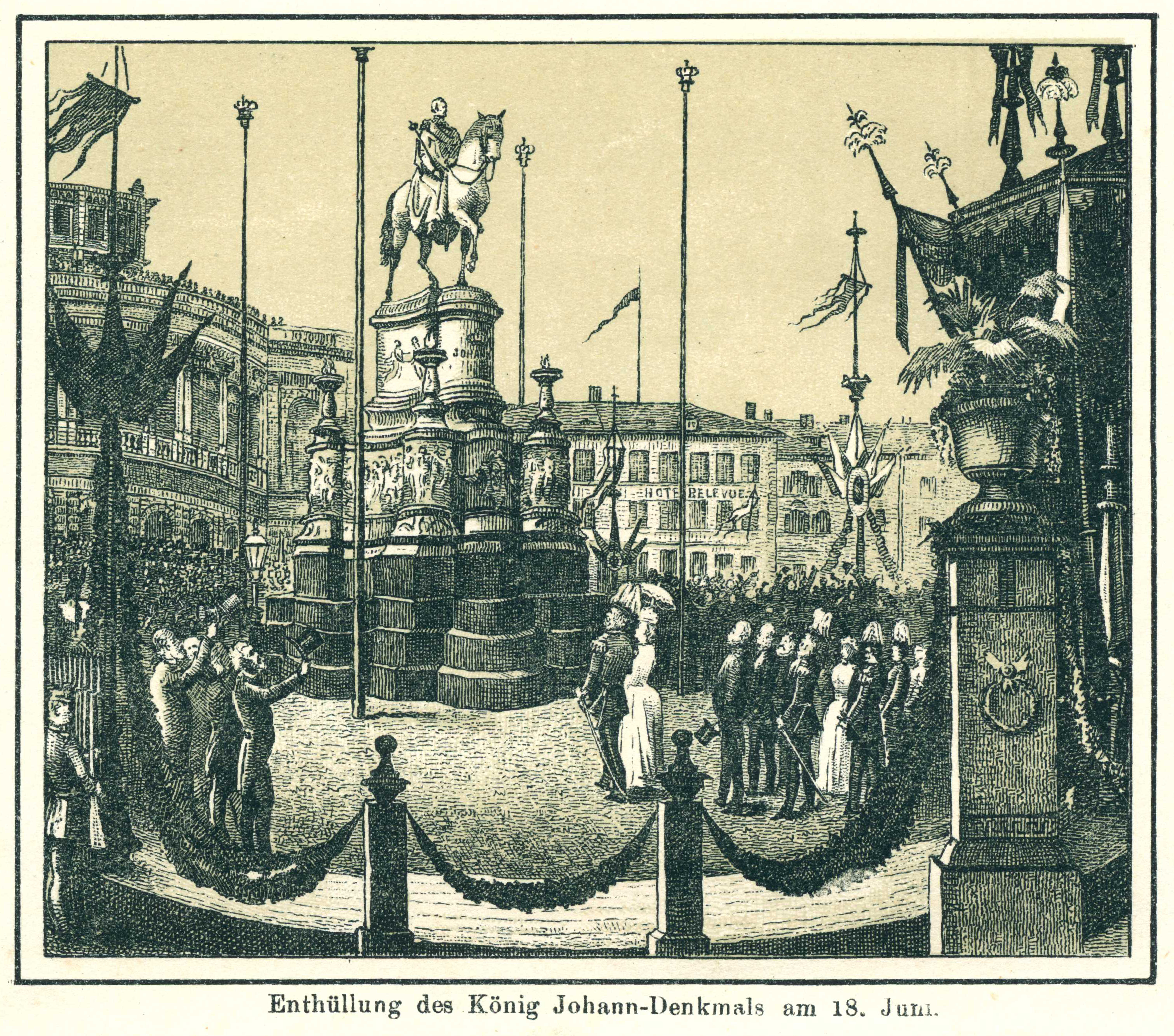
Enthüllung des Denkmals im Rahmen der 800-Jahr-Feier des Hauses Wettin am 18. Juni 1889

Im Januar 1881 sammelte der Militärvereinsbund Dresden erste Spenden für ein Denkmal für König Johann, wobei dieses noch nicht für einen konkreten Ort vorgesehen war und zunächst Diskussionen mit der Stadt ausgelöst wurden, die befürchtete, dass es keine würdige Durchführung geben werde. Als sich aber noch im gleichen Jahr im März ein Dresdner Bürgerausschuss bildete, wurde das Projekt auf eine solide Grundlage gestellt, wobei der Spendenzufluss geringer als erwartet war. Erst die Zusage des sächsischen Finanzministeriums, eine namhafte Summe beizusteuern, brachten einen neuen Schub. Der Dresdner Bürgerausschuss stellte aber klar, dass für die Durchführung nur die Bildhauer Ernst Hähnel und/oder Johannes Schilling in Frage kommen. Ersterer verzichtete zugunsten seines Freundes Schilling auf den Auftrag.
Standort und Ausführung
Schilling schlug als Standort den Theaterplatz vor und unterbreitete dem Ausschuss den Vorschlag für ein Reiterstandbild. Am 1. Juli 1882 wurde Johannes Schilling der Auftrag erteilt, der allerdings außergewöhnlich lange an dem Entwurf arbeitete: Erst Anfang Mai 1888 vollendete er die Modelle. 1889 wurde das bronzene Reiterstandbild durch die Gießerei von C. Albert Bierling gegossen, während der Unterbau nach Entwurf der Dresdner Architekten Karl Weißbach und Carl Barth entstand. Am 18. Juni 1889 wurde das fertige Denkmal während der Wettinfeier zum 800. Jubiläum der Belehnung der Wettiner mit der Markgrafschaft Meißen in Anwesenheit von König Albert eingeweiht. Zu den Kosten von 286.000 Mark steuerten die Stadt Dresden 30.000 Mark und der sächsische Kunstfonds 105.000 Mark bei.
Geschichte der letzten Jahrzehnte
Die Bronzesammelaktionen in der Zeit des Nationalsozialismus und die Zerstörung Dresdens bei den Luftangriffen von 1945 überstand das Denkmal, und die hohe künstlerische Anerkennung Johanns als Dante-Übersetzer bewahrte es auch vor einem Abbau oder einer Vernichtung in der DDR-Zeit.
Erst 2013 konnte eine gründliche Reinigung und Sanierung erfolgen. 2015 erfolgte eine (bisher einmalige) Farbbeutel-Attacke auf das Denkmal.

## Beschreibung

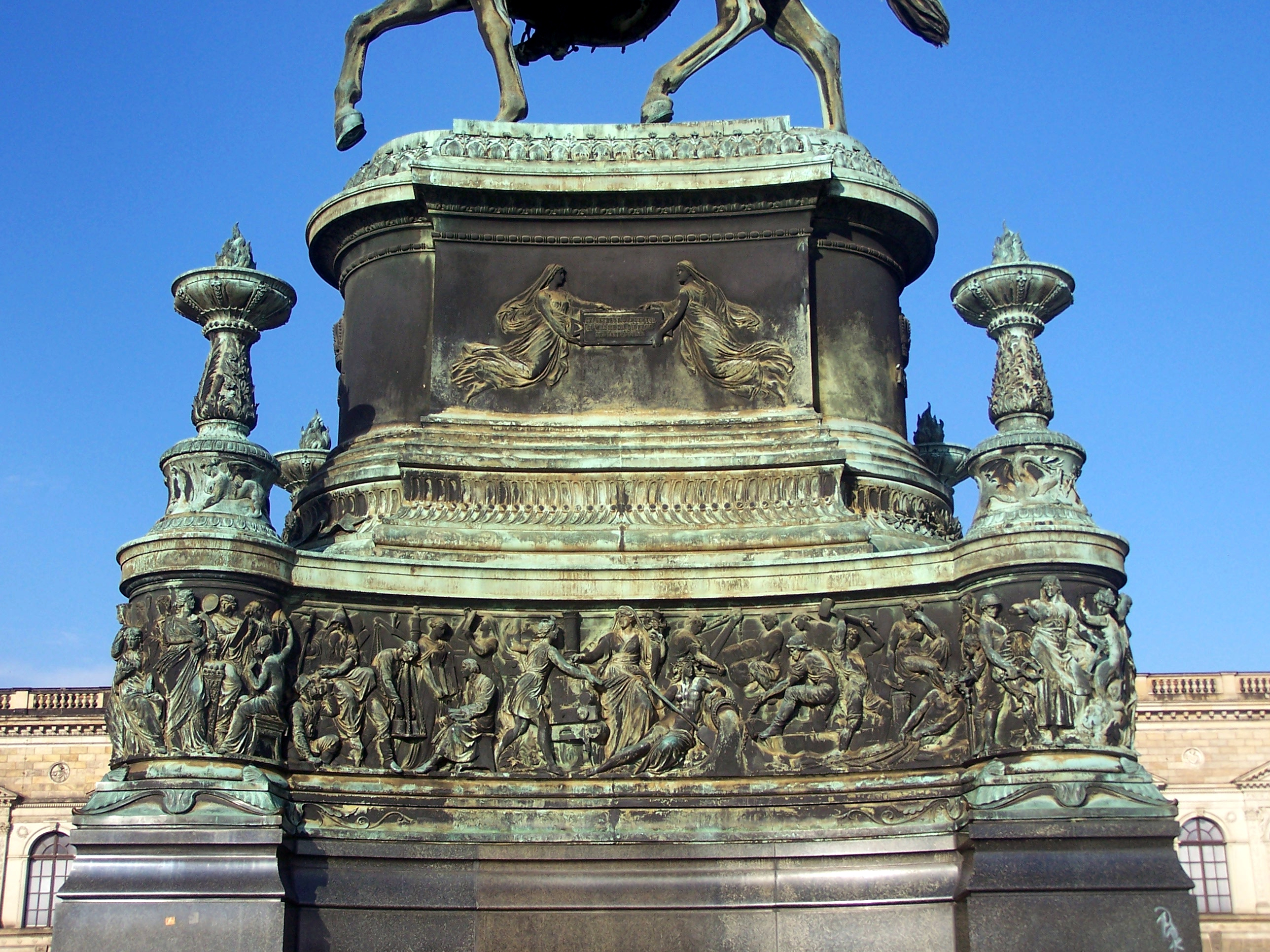
Elbseitiger Fries mit Darstellungen zu Handel und Verkehr, rechts am Kandelaber die Wissenschaft, links die Industrie

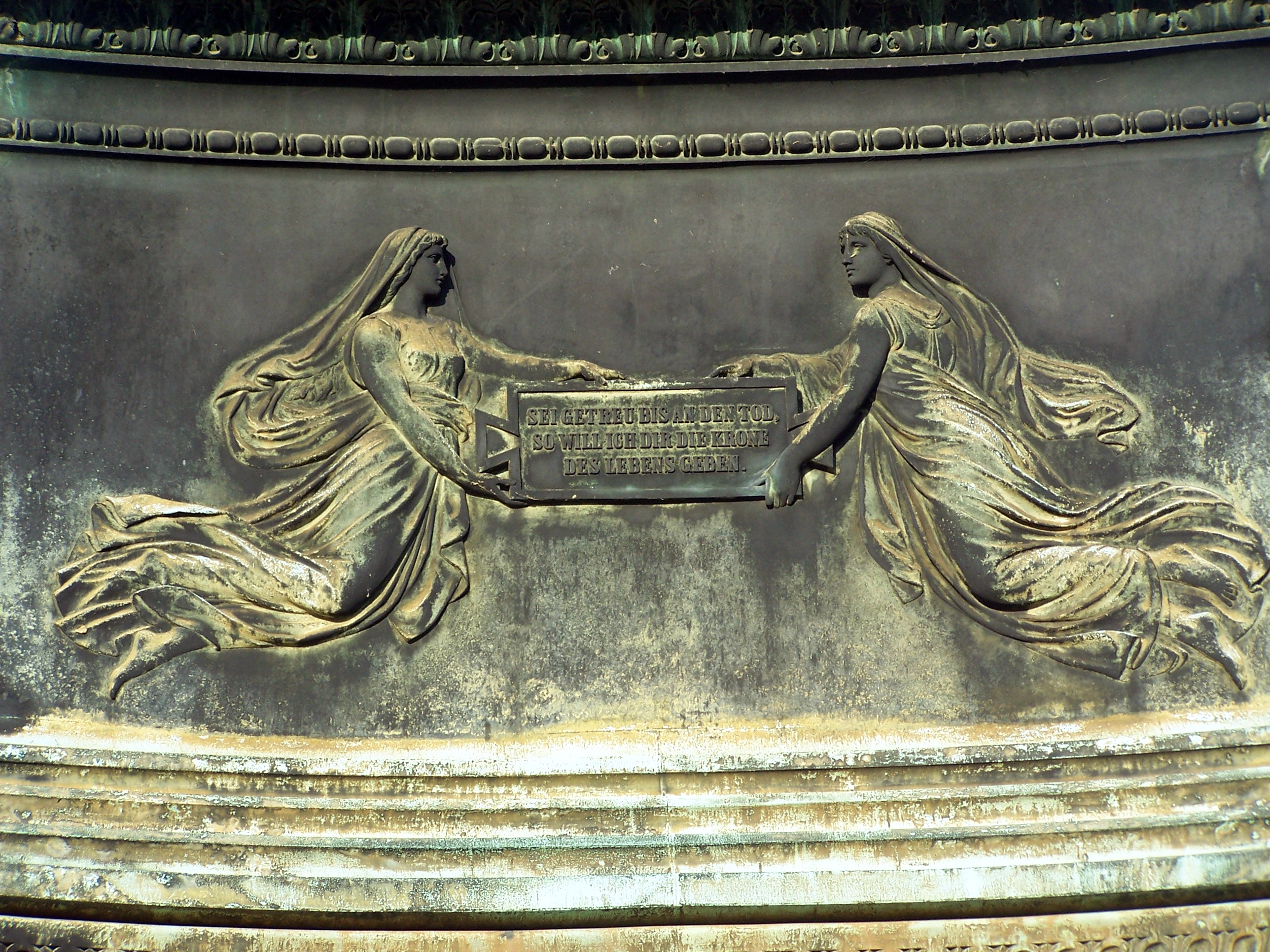
Genien mit der Tafel auf der Elbseite

Ein Stufenbau aus Lausitzer Granit (unterste Stufe) und darüber aus schwarzgrünem Mikrogabbro („Lausitzer Lamprophyr“) hat unten eine Basis von 1,75 Meter Höhe. Diese trägt figürlichen Reliefschmuck mit einem ausgeprägten bildkünstlerischen Programm, Gruppen auf den beiden Langseiten versinnbildlichen Land- und Forstwirtschaft sowie Handel und Gewerbe. Auffallend sind dabei: „Merkur, den Gott des Handels mit seinem Stab, der Bergmann vor Ort, der Schiffer mit seinem Nachen, der Fischer an seinem Netz, und über ihnen befindet sich der Wohlstand mit seinem reichen Füllhorn.“
Zwingerseitig thront die „Natur“ als Allegorie in der Mitte, umrahmt von Füllhorn und Stier als Fruchtbarkeitssymbolen. Links sind Weinbau, Schafzucht, Obstanbau sowie landwirtschaftliche Tätigkeiten zu finden, rechts von ihr Ernte, Forst- und Jagdwirtschaft, sowie als Intermezzo ein Mädchen beim Holen des Wassers von der geschwätzigen Quelle.
Elbseitig sind mittig Merkur und Wohlstand mit Füllhorn, links davon Bergbau, Rohstoffhandel, Buchhandel und Fotografie zu finden; rechts der Verkehr mit Dampflokomobile, Telegramm in den Händen einer Botin, Schiffsverkehr (mit der Kettenschleppschifffahrt), Elbe mit Ruder, Brückenbau und Fischerei.
Die vorspringenden Rundungen an den vier Ecken wiederum zeigen andere Gruppen: Kunst und Wehrkraft an der Seite zur Gemäldegalerie, Wissenschaft und Industrie an der Elbeseite. Die Kunst wird verkörpert durch ihre sieben Gattungen: Tanz, Schauspielkunst (Maske), Dichtung (Buch), Musik (Harfe), Architektur (Grundriss), Bildhauerei (Hähnels Michelangelo-Szene der Sempergalerie) und die Malerei (Palette). Die Wehrkraft wird symbolisiert durch verschiedene Darstellungen von Infanterie, Artillerie und Kavallerie sowie einer weiblichen Figur, die Stadt Dresden symbolisierend, die einen Kranz spendet. Neben der Belehrung eines Jungen wird die Wissenschaft dargestellt (davorstehend von links nach rechts) mit der Theologie (Bibel), Rechte (Gesetzbuch), Medizin (Schlange), Philosophie (Schriftrolle und Spiegel), im Hintergrund dazu verschiedene Naturwissenschaften (Mathematik, Chemie, Biologie). Die Industrie erscheint als weibliche Figur mit Schurz und Hammer, daneben befinden sich Eisenbahnschiene, eine Nymphe beim Drehen eines Wasserrads, Keramik und Spitzenklöppeln.
Auf dieser Basis mit diesem großen bildkünstlerischen Programm steht ein drei Meter hohes Postament, ebenfalls aus dem Mikrograbbro. Es trägt auf seiner Vorderseite unter der Königskrone den einfachen Namen Johann, am unteren Rand in einem durch zwei Kränze gewundenen Spruchband die auf die goldene Hochzeit König Johanns und seiner Ehefrau bezogenen Zahlen 1822–1872. An den beiden Langseiten sind Genien angebracht, die in schwebender Haltung Tafeln tragen mit Sprüchen, die den Charakter des Königs kennzeichnen sollen. Auf der Elbseite trägt die Tafel den Wahlspruch „Sei getreu bis in den Tod, so will ich Dir die Krone des Lebens geben“ (ein Bibelspruch), auf der Zwingerseite „Fromm und wahrhaftig sein behütet den König, und sein Thron besteht durch Frömmigkeit“. Auf der Rückseite befinden sich ein Buch mit dem Bildnis von Dante als Erinnerung an König Johanns wissenschaftliche Leistungen, die Regierungsjahre 1854–1873 und ein Schild mit dem Jahr der Errichtung des Denkmals.
Über dem Postament wiederum steht dann das fast sechs Meter hohe Reiterstandbild: „Den Krönungsmantel über der Generalsuniform, das Scepter im rechten Arme, unbedeckten Hauptes, so schaut der greise König mit dem milden Ausdrucke des Gesichtes, der ihm eigen war, über die Welt zu seinen Füßen weg, ‚ein Fürst, der in Wahrheit auf der Menschheit Höhen wandelte‘“, so wird es zeitgenössisch beschrieben. Die Porträtähnlichkeit sei in hohem Grade gelungen. Fritz Löffler kritisierte hingegen, dass die städtebauliche Wirkung des Denkmals die geniale Architektur Sempers zwar noch steigere, meint aber, bei dem bildkünstlerischen Programm habe Schilling es sich „zu leicht gemacht“.